# Pinedjem Ier
Pour les articles homonymes, voir Pinedjem.
Pinedjem Ier est le fils du grand prêtre d'Amon Piânkh. Il devient lui-même grand prêtre d'Amon en l'an VI du règne de Nesbanebdjed Ier puis devient roi de Thèbes aux alentours de l'an XV du règne de ce même roi.

## Généalogie
Pinedjem Ier est assurément le fils du grand prêtre d'Amon Piânkh, ce dernier ayant vécu sous le règne de Ramsès XI. 
Le nom de sa mère n'est toutefois pas certain, en effet, deux noms sont possibles : Nedjemet et Hereret. Le premier nom, Nedjemet, est associé d'une part à une femme (Nedjemet A) qui est à la fois fille d'une Hereret A, sœur d'un roi, mère d'un roi, épouse d'Hérihor, d'autre part à une femme (Nedjemet B) liée à Piânkh et son fils Pinedjem Ier sans que le lien exact ne soit clair ; le second nom, Hereret, est associé d'une part - comme indiqué précédemment (Hereret A) - à la mère d'un roi et de la Nedjemet A, et d'autre part (Hereret B) à l'épouse d'un grand prêtre d'Amon. Nedjemet A et B pourraient n'être qu'une seule personne et être la mère de Pinedjem Ier (ce qui ferait d'Hereret A la grand-mère de Pinedjem Ier) ou bien alors ce serait Hereret A et B qui ne seraient qu'une seule personne et la mère de Pinedjem Ier (Nedjemet A serait alors la sœur de Pinedjem Ier).
Pinedjem Ier a au moins deux épouses, voire peut-être une troisième :
- Hénouttaouy Ire[2], avec qui il a :
  - la divine adoratrice d'Amon Maâtkarê[2],
  - le roi de Tanis Psousennès Ier[2],
  - la grande épouse royale Moutnedjemet, épouse de Psousennès Ier[2],
  - le généralissime et grand prêtre d'Amon Menkhéperrê[2],
  - la chanteuse d'Amon Hénouttaouy[6].
- Isetemkheb Ire[2],
- peut-être Tentnaoubekhenouy[7], avec qui il aurait eu :
  - Nauny[7].

Enfin, trois autres enfants de Pinedjem Ier sont connus :
- le grand prêtre d'Amon Masaharta[2],
- l'éphémère grand prêtre d'Amon Djedkhonsouefânkh[8],[9],
- le prêtre d'Amon Nysoupanéferhor[10].

## Biographie

### Grand prêtre d'Amon
Pinedjem succède à Hérihor en tant que grand prêtre d'Amon en l'an VI d'un règne qui est probablement celui de Nesbanebdjed Ier, et plus exactement avant le 7e jour du 3e mois de Peret. Il est dès cette époque attesté dans toute la Haute-Égypte, d'El Hibeh (où il fait édifier une grande forteresse à El Hibeh dont il confie le contrôle à son fils Masaharta) à l'île de Sehel. Il assure un programme architectural essentiellement concentré sur la consolidation des édifices et de leurs enceintes à Karnak, Louxor et Médinet Habou, politique probablement due à la pénétration régulière de groupes libyens dans la vallée du Nil. 
Sa résidence principale devait se situer plus près de Thèbes et non à la forteresse d'El Hibeh, hypothèse privilégiée auparavant. Lorsqu'il résidait à Thèbes, il devait séjourner dans le palais royal situé dans le secteur du temple funéraire de Ramsès III à Médinet Habou qu'il avait fait préalablement restaurer.
Pinedjem a joué un rôle central dans le soin apporté aux momies royales du Nouvel Empire, où il les fait restaurer à Médinet Habou puis réinhumer en l'an XIII du règne de Nesbanebdjed Ier dans des cachettes, notamment dans le tombeau d'Amenhotep II (où elles resteront jusqu'à leur découverte en 1898) et celui de Séthi Ier (avant d'être déplacés à nouveau, d'abord vers la tombe encore non localisée d'Ahmès-Inhapy tout à la fin du pontificat de Pinedjem II en l'an X de Siamon puis vers la cachette DB320 au début du règne de Sheshonq Ier où elles seront découvertes en 1881).
Un changement culturel important concerne le culte d'Amon du petit temple de Djémé datant de la XVIIIe dynastie, s'orientant vers un culte funéraire d'une forme primordiale d'Amon dont ce petit temple serait le tombeau. Pinedjem Ier réorganise les voies processionnelles à Karnak et fait installer des sphinx à tête de bélier en avant des temples d'Amon et de Khonsou. Son épouse Hénouttaouy Ire préside quant à elle des changements dans le temple de Mout et fait installer des statues de Sekhmet probablement prises au temple funéraire d'Amenhotep III.
Selon Arno Egberts, c'est à cette période que se déroulent les faits du Rapport d'Ounamon, texte rédigé probablement au début de la XXIIe dynastie et rapportant des faits s'étant soi-disant déroulés en l'an V de Nesbanebdjed Ier. Toutefois, Frédéric Payraudeau date cette période du pontificat d'Hérihor, encore attesté en tant que grand prêtre le 15e jour du 3e mois de l'Akhet de l'an VI d'un roi non nommé mais qui ne peut être que Nesbanebdjed Ier.

### Roi de Thèbes
En l'an XV du règne de Nesbanebdjed Ier, Pinedjem se proclame roi de Thèbes, en corégence avec ce dernier. Il est à noter que les décors du temple de Khonsou à Karnak réalisés par Hérihor représenté en tant que roi ont été modifiée par Pinedjem qui est représenté en tant que grand prêtre d'Amon, ce qui laisserait penser que Pinedjem ne s'est pas proclamé roi dès la mort d'Hérihor. Pinedjem laisse sa charge de grand prêtre d'Amon à son fils Masaharta. Ce dernier sera suivi de ses propres frères du vivant même de Pinedjem : Djedkhonsouefânkh pendant une courte période puis Menkhéperrê pour près de cinq décennies. Il ne semble pas utiliser ses propres années de règne mais continue d'utiliser celles du roi tanite en place, d'abord Nesbanebdjed Ier, puis Amenemnesout et enfin son propre fils Psousennès Ier, preuve de puissance à cette époque. Dans une perspective archaïsante, il choisit comme nom de Nesout-bity « Khâkhéperrê », nom déjà utilisé par Sésostris II, tandis que l'un de ses fils et l'une de ses filles se nommet Menkhéperrê et Maâtkarê, noms de Nesout-bity respectifs de Thoutmôsis III et d'Hatchepsout.
Pinedjem Ier en tant que roi est attesté également dans toute la Haute-Égypte, notamment une stèle à Coptos, en compagnie de sa principale épouse Hénouttaouy Ire qui porte alors le titre de « mère royale », et des brides d'une enceinte à El Hibeh, ces dernières portant également le nom de son autre épouse Isetemkheb Ire. Des blocs inscrits à son nom ont même été retrouvés à Tanis, la Basse-Égypte étant alors probablement déjà gouvernée par son fils. À Karnak, devant le second pylône du grand temple d'Amon-Rê qui à cette époque était l'entrée principale de l'enceinte, il fait ériger un grand colosse de granit, statue probablement plus ancienne qu'il fait réinscrire à son nom, et s'approprie également le dromos des sphinx qui bordent la voie menant au grand temple. En plus de la modification du décor dans le temple de Khonsou déjà citée, il achève probablement la construction du pylône.
C'est donc sous son règne que son fils Masaharta, grand prêtre d'Amon, fait construire une porte au nord de la cour du IXe pylône du temple d'Amon de Karnak. C'est également sous son règne que les troubles à Thèbes, comme l'atteste la stèle dite du bannissement (en). En effet, des troubles contre la prêtrise d'Amon ont lieu le 29e jour du 3e mois de Chémou de l'an XXV du règne de Nesbanebdjed Ier, ceci est suivi du rétablissement de l'ordre et le bannissement des rebelles vers l'oasis de Kharga. Quelques mois plus tard, le 4e ou 5e jour du 1er mois de l'Akhet, Menkhéperrê devient généralissime et grand prêtre d'Amon. Enfin quelque temps plus tard, au début du règne d'un roi non nommé mais qui est probablement Amenemnesout, Menkhéperrê pardonne et rappelle les rebelles à Thèbes,. Si ces troubles ont pu être liés à des rivalités entre les fils de Pinedjem, voire entre les descendants de Piânkh et ceux d'Hérihor, la pénétration régulière de groupes libyens dans la vallée du Nil a pu jouer un rôle également.
À sa mort, son fils Menkhéperrê ne succède pas à son père en tant que roi mais reste grand prêtre d'Amon. Ses successeurs s'effaceront d'ailleurs de plus en plus au profit du roi tanite, y compris à Thèbes.

## Sépulture
Le corps du pharaon grand prêtre d'Amon Pinedjem Ier a été retrouvé dans la cache des momies royales de Deir el-Bahari connue sous le nom de DB 320. Inhumé parmi les grands pharaons qui ont fait l'histoire du pays et autrefois sa puissance, si la momie de Pinedjem nous est parvenue intacte, le mobilier qui l'accompagnait était très modeste en comparaison de ceux des souverains contemporains de Tanis.

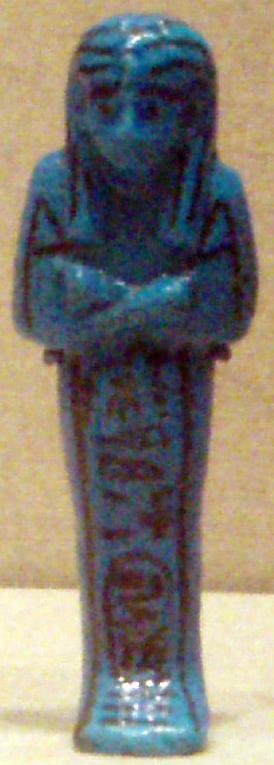
Ouchebti de Pinedjem Ier trouvé à Deir el-Bahari, musée de Brooklyn
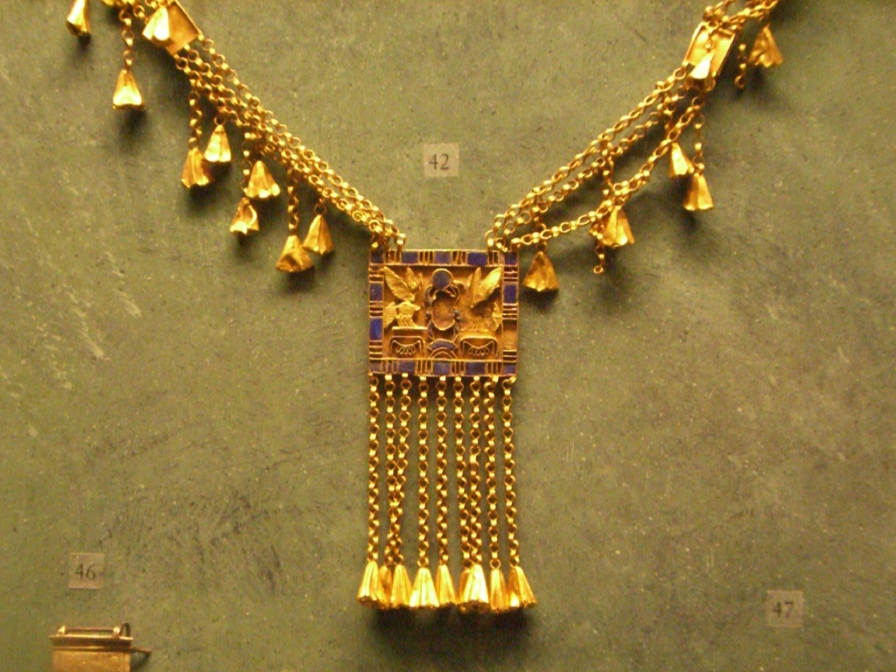
Pectoral au nom de Pinedjem Ier – Musée du Louvre